# Yudai Inoue
Yudai Inoue (født 30. maj 1989) er en japansk fodboldspiller, som spiller for den japanske fodboldklub FC Machida Zelvia.